# Giovanni Battista Negrone
Il Serenissimo Giovanni Battista Negrone (Genova, 22 aprile 1714 – Genova, 26 gennaio 1771) fu il 170º doge della Repubblica di Genova.

## Biografia

Stemma nobiliare dei Negrone

Figlio primogenito di Ambrogio Negrone, nacque a Genova il 22 aprile 1714. Iscritto nel libro d'oro della nobiltà genovese dal 3 marzo 1723, gli studi giovanili di Giovanni Battista Negrone lo portarono a frequentare diversi istituti scolastici e università italiane: a Milano, a Roma e all'università di Pisa. E proprio nell'ateneo pisano ebbe modo di conoscere e collaborare, assieme ad altri giovani nobili genovesi, con il docente e filosofo Giovanni Gualberto De Soria allo studio di un piano di revisione costituzionale e di rinnovamento delle strutture di una Repubblica di Genova dopo gli eventi correlati alla guerra di successione austriaca.
Frequentò ancora Pisa sino al 1754 - pur con intervalli nelle sue proprietà di famiglia nel Monferrato e a Genova - quando si trasferì stabilmente nella capitale genovese per assumere l'incarico di deputato nel magistrato delle Nuove Fortificazioni e commissario per la tassazione degli oneri di guerra. Nel 1756 fu eletto tra i sette componenti del magistrato di Terraferma e, l'anno successivo, ancora nel magistrato delle Fortificazioni. Fu ancora negli anni successivi preside nella giunta di Giurisdizione e nel magistrato di Corsica, carica quest'ultima assai delicata per le ribellioni ancora vive dei Corsi contro Genova.
Estratto due volte alla carica di senatore della Repubblica, il 16 febbraio 1769 il Gran Consiglio lo elesse nuovo doge di Genova con 268 voti a favore su 355: il centoventicinquesimo in successione biennale e il centosettantesimo nella storia repubblicana. L'incoronazione avvenne nella cattedrale di San Lorenzo l'11 giugno. Del suo mandato dogale è ricordata l'abolizione delle prigioni claustrali, a cui seguirono le relative demolizioni delle stesse; l'abrogazione della tortura, nonostante l'appoggio del doge Negrone e l'approvazione a pieni voti dai collegi, trovò tuttavia l'opposizione dei supremi sindacatori.
Quasi alla scadenza del biennio il doge Giovanni Battista Negrone fu colto da malore il 26 gennaio 1771: fu l'arcivescovo Giovanni Lercari ad amministrargli la comunione come richiesto dallo stesso doge. Assistito da vari preti e dal suo confessore personale, morì alla sera stessa di quel 26 gennaio. Il corpo di Giovanni Battista Negrone venne tumulato all'interno del santuario della Madonna del Monte.
Sposato dal 14 gennaio 1739 con Anna Maria Durazzo ebbe un'unica figlia, Maria.